# La Loma del Tejocote
La Loma del Tejocote är en ort i Mexiko.   Den ligger i kommunen Villa de Reyes och delstaten San Luis Potosí, i den centrala delen av landet, 300 km nordväst om huvudstaden Mexico City. La Loma del Tejocote ligger 1 928 meter över havet och antalet invånare är 283.
Terrängen runt La Loma del Tejocote är kuperad österut, men västerut är den platt. Runt La Loma del Tejocote är det ganska glesbefolkat, med 24 invånare per kvadratkilometer. Närmaste större samhälle är Villa de Reyes, 13,1 km norr om La Loma del Tejocote. Omgivningarna runt La Loma del Tejocote är i huvudsak ett öppet busklandskap.